# إرفينغ غرين
إرفينغ غرين (بالإنجليزية: Irving Green)‏ هو مدير تنفيذي موسيقي ‏ أمريكي، ولد في 6 فبراير 1916 في بروكلين في الولايات المتحدة، وتوفي في 1 يوليو 2006.

## وصلات خارجية
- إرفينغ غرين على موقع ميوزك برينز (الإنجليزية)